# Nāḩiyat Jubb Ramlah
Nāḩiyat Jubb Ramlah (arabiska: ناحية جب رملة) är ett subdistrikt i Syrien.   Det ligger i provinsen Hamah, i den västra delen av landet, 190 km norr om huvudstaden Damaskus.
Trakten runt Nāḩiyat Jubb Ramlah består till största delen av jordbruksmark. Runt Nāḩiyat Jubb Ramlah är det tätbefolkat, med 383 invånare per kvadratkilometer.